# Sergio Grez
Santiago Sergio Enrique Grez Toso (Santiago, 15 de julio de 1953) es un historiador chileno. Su obra historiográfica está centrada en el estudio del movimiento popular y de la cuestión social en Chile.

## Biografía
Realizó sus estudios de Enseñanza Básica y Media en la Escuela Pública N°23 de Santiago (calle Santo Domingo) y en el Instituto Nacional.
En 1975, cuando estudiaba Trabajo Social en la Universidad de Chile, fue secuestrado por la Dirección de Inteligencia Nacional (DINA) de la dictadura del general Pinochet, permaneciendo varios meses en distintos recintos en los que el régimen mantenía a los prisioneros políticos (Villa Grimaldi, Cuatro Álamos, Tres Álamos y Puchuncaví).
En 1976 partió al exilio. Radicado en Francia, obtuvo la Licenciatura en Historia (1980) y el Magíster en Historia (1982) por la Université de Paris VIII, Francia. Luego alcanzó el doctorado en Historia en la École des Hautes Études en Sciences Sociales de Paris, Francia (1990). 
Desde 1992 se ha desempeñado como profesor en distintas universidades e instituciones académicas chilenas. Entre 1994 y 1997, fue investigador del Centro de Investigaciones Diego Barros Arana de la Biblioteca Nacional de Santiago de Chile. Entre noviembre de 1997 y febrero de 2010, ocupó cargo de director del Museo Nacional Benjamín Vicuña Mackenna. Entre marzo de 2005 y marzo de 2009, fue director del Magíster en Historia y Ciencias Sociales de la Universidad ARCIS. Desde marzo de 2010, es profesor de jornada completa del Departamento de Ciencias Históricas de la Universidad de Chile. Entre marzo de 2011 y marzo de 2013, fue Coordinador Académico del Doctorado en Historia de la Universidad de Chile. Actualmente se desempeña como académico en el Departamento de Ciencias Históricas de la misma universidad. Desde agosto de 2019 es el director de la revista Cuadernos de Historia editada por dicha unidad académica.
Ha impartido conferencias y participado en congresos y seminarios internacionalidades de su disciplina en Argentina, Bolivia, Brasil, Colombia, México, República Dominicana, Cuba, Canadá, España, Francia, Bélgica, Suiza, Italia, Corea del Sur y Rusia. También ha sido promotor de organizaciones como Ciudadanos por la Memoria, Foro por la Asamblea Constituyente y diversas Escuelas Constituyentes. Conocidas son sus polémicas con los historiadores Gabriel Salazar y Alfredo Jocelyn-Holt, además de su activa participación en organizaciones de izquierda.

## Publicaciones

### Libros
Autoría exclusiva:
- Movimiento obrero, Estado y emancipación de los trabajadores. Chile, 1888-1927, Santiago, Ediciones del Despoblado / Facultad de Filosofía y Humanidades, 2023.
- Historiografía, memoria, ciudadanía y política. Reflexiones desde el oficio del historiador, Santiago, América en Movimiento, 2019.
- El Partido Democrático de Chile. Auge y ocaso de una organización política popular (1887-1927), Santiago, Lom Ediciones, 2016.
- Historia del Comunismo en Chile. La era de Recabarren (1912-1924), Santiago, Lom Ediciones, 2011.
- Magno Espinoza. La pasión por el comunismo libertario, Santiago, Editorial de la Universidad de Santiago de Chile, 2011.[6]
- ¿Autonomía o escudo protector? El movimiento obrero y popular y los mecanismos de conciliación y arbitraje (Chile, 1900-1924), Saarbrücken, Alemania, Editorial Académica Española, 2011.
- Los anarquistas y el movimiento obrero. La alborada de "la Idea" en Chile., 1893-1915, Santiago, Lom Ediciones, 2007.
- De la "regeneración del pueblo" a la huelga general. Génesis y evolución histórica del movimiento popular en Chile (1810-1910), Santiago, DIBAM, Centro de Investigaciones Diego Barros Arana, 1998.
- La "cuestión social" en Chile. Ideas y debates precursores (1804-1902), Santiago, DIBAM, Centro de Investigaciones Diego Barros Arana, 1995.

Coautoría:
- Asamblea Constituyente. La alternativa democrática para Chile (en coautoría con el Foro por la Asamblea Constituyente), Santiago, Editorial América en Movimiento, 2015.

Editor:
- Espacio de convergencia. Primer y segundo Encuentro de Estudios Humanísticos para Investigadores Jóvenes (editor), Santiago, División Cultura del Ministerio de Educación - Lom Ediciones - Museo Nacional Benjamín Vicuña Mackenna, 2001.

Compilador:
- Masacres obreras y populares en América Latina durante el siglo XX (junto a Jorge Elías Caro), Buenos Aires, Ediciones Imago Mundi, 2021.
- Ciudadanías para la democracia. Reflexiones desde la problemática constitucional y constituyente chilena del siglo XXI (junto con Paula Vidal y Daniel Opazo), Santiago, Ariadna Ediciones, 2018.
- Los proyectos nacionales en el pensamiento político y social chileno del siglo XIX (junto a Manuel Loyola), Santiago, Ediciones Universidad Católica Silva Henríquez, 2002.

### Artículos
- "El tránsito hacia el comunismo de Luis Emilio Recabarren", Archivos de historia del movimiento obrero y la izquierda, N°25, Buenos Aires, septiembre de 2024, pp. 17-40.
- "Seguimiento de las actividades de Luis Emilio Recabarren, sus camaradas y otros activistas del movimiento obrero por agentes del Estado de Chile (1918-1924)", Cuadernos de Historia, N°61, Satiago, diciembre de 2024, pp. 301-354.
- "Mutualismo y sindicalismo en Chile: diferenciación, convergencias, asociación y rupturas (Santiago y Valparaíso, 1900-1927)", Izquierdas, julio de 2023, N.º 52, pp. 1-25.
- "Historiografía del mutualismo chileno, 1853-1990: análisis crítico y nuevas perspectivas", en coautoría con Fernando Venegas, Izquierdas, enero de 2021, N.º 50, pp. 1-30.
- "Espionaje, infiltración y vigilancia policial sobre los comunistas chilenos en los informes de la Policía de Investigaciones (1934)", Cuadernos de Historia, N°53, 2020, pp. 302-351.
- Presentación al dossier "Comunismo chileno: un área historiográfica en expansión", Cuadernos de Historia, N°53, 2020, pp. 13-23.
- “El Partido Comunista de Chile y la génesis del Frente Popular, 1934-1937”, Izquierdas, N°49, Santiago, septiembre de 2020, pp. 4505-4563.
- "Las relaciones entre el Komintern y el Partido Comunista de Chile (1922-1941)", Revista de Historia Social y de las Mentalidades, Vol. 24, N.º 1, 2020, pp. 207-248.
- Presentación al dossier “Comunismo sudamericano. Nuevas miradas historiográficas”, Avances del Cesor, V, XVII, N°22, Rosario, Argentina, junio de 2020, pp. 75-84.
- “La historiografía reciente de la clase trabajadora y las izquierdas en América Latina. Una mirada desde Chile”, Archivos de historia del movimiento obrero y la izquierda, año VII, N°14, Buenos Aires, marzo de 2019, pp. 163-170.
- “Gran viraje del Partido Comunista de Chile: de ‘clase contra clase’ al Frente Popular (1928-1936)", Istoriya [Revista electrónica], Vol. 9, N°3 (67), Moscú, Rusia, 2018.
- “La historia como oficio”, Oficios Varios, Santiago, 20 de febrero de 2017.
- "La Asamblea Constituyente de Asalariados e Intelectuales, Chile, 1925: entre el olvido y la mitificación", Izquierdas, N.º 29, 2016, pp. 1-46.
- "Un episodio de las políticas del 'tercer período' de la Internacional Comunista: elecciones presidenciales en Chile, 1931", Historia, Instituto de Historia de la Pontificia Universidad Católica de Chile, julio-diciembre de 2015, vol. 2, N° 48, pp. 465-503.
- “¿Teatro ácrata o teatro obrero?, Chile, 1895-1927”, Programa Interuniversitario de Historia Política, N°67, Dossier "La historia del anarquismo en Argentina reconsiderada: nuevos enfoques, perspectivas y geografías comparables (Chile y Uruguay), Buenos Aires, noviembre de 2015.
- "La izquierda chilena y las elecciones. Una perspectiva histórica (1882-2013)", Cuadernos de Historia, Departamento de Ciencias Históricas de la Universidad de Chile, 2014, N° 40, pp. 61-93.
- "González Vera: de muchacho anarquista a hombre de izquierda", Anales de Literatura Chilena, junio de 2013, Año 14, N° 19, pp. 183-210.
- "El Partido Democrático de Chile: de la guerra civil a la Alianza Liberal", Historia, Instituto de Historia de la Pontificia Universidad Católica de Chile, enero-junio de 2013, vol. 1, N° 46, pp. 39-87. (enlace roto disponible en Internet Archive; véase el historial, la primera versión y la última).
- "Reglamentarios y doctrinarios, las alas rivales del Partido Democrático de Chile (1901-1908)", Cuadernos de Historia, Departamento de Ciencias Históricas de la Universidad de Chile, diciembre de 2012, N° 37, pp. 75-130.
- “Historia, ciudadanía y política en el Chile actual. Problemas y desafíos para la historiografía crítica”, Revista Austral de Ciencias Sociales, N.º 21, Valdivia, Universidad Austral de Chile, 2011, pp. 137-146.
- “¿Teatro ácrata o teatro obrero?, Chile, 1895-1927”, Estudios Avanzados, N.º 15, Santiago, junio de 2011, pp. 9-29.
- "Bicentenario en Chile. La celebración de una laboriosa construcción política", Historia y Comunicación Social, Universidad Complutense de Madrid, 2011, vol. 16, pp. 69-86.
- "La ausencia de un poder constituyente democrático en la historia de Chile", Revista Izquierdas, 2009, Año 3, N° 5, 21 pp.
- “Patrimonio histórico nacional. Algunos elementos para la reflexión”, Revista Museos, Santiago, 2009, pp. 19-23.
- "Historiografía y memoria en Chile. Algunas consideraciones a partir del Manifiesto de Historiadores", HOAL, primavera 2008, N° 16, pp. 179-183.
- “’Grandes chilenos de nuestra Historia’. Rápidas reflexiones a propósito de un programa de televisión, la historia y la memoria”, Espacio Regional. Revista de Estudios Sociales, vol. 2, N.º 5, Osorno, 2008, pp. 119-122.
- “Hacer respetar el ‘orden público’ a toda costa. Matanza de la escuela Santa María de Iquique”, Le Monde Diplomatique, edición chilena, Santiago, diciembre de 2007, págs. 6 y 7.
- "Chili, 1907, Santa María de Iquique", Le Monde Diplomatique, París, diciembre de 2007.
- "La huesera de la gloria", Memoria Chilena, 2007.
- "Historiografía, memoria y política. Observaciones para un debate", Cyber Humanitatis, N° 41, verano 2007.
- “Historia social: importancia y vigencia”, Nuestra Historia. Revista de Estudiantes de Historia de la Universidad de Chile, N.º 1, Santiago, septiembre de 2006, pp. 11-21
- "Escribir la historia de los sectores populares. ¿Con o sin la política incluida? A propósito de dos miradas a la historia social (Chile, siglo XIX)", Política, Universidad de Chile, otoño 2005, N° 44, pp. 17-31.
- “Historiografía y memoria en Chile. Algunas consideraciones a partir del Manifiesto de Historiadores”, Las armas de la crítica, N.º 7, Santiago, mayo de 2005, pp. 76-79.
- “Historiografía, memoria y política. Observaciones para un debate”, Cuadernos de Historia, Nº24, Santiago, marzo de 2005, pp. 107-121.
- "Salvador Allende en la perspectiva histórica del movimiento popular chileno", Universum, Talca, 2004, vol. 19, N° 2, pp. 180-185.
- "Teoría y práctica de los anarquistas chilenos en las luchas sociales a comienzos del siglo XX", Dimensión Histórica de Chile, Santiago, 2004, N° 19, pp. 81-112.
- "La guerra preventiva: Santa María de Iquique. Las razones del poder", Mapocho, Santiago, 2001, N° 50, pp. 271-280.
- “Semblanza histórica de Benjamín Vicuña Mackenna”, Archivum, N°4, Viña del Mar, 2002, pp. 11-17.
- “¿Autonomía o escudo protector? El movimiento obrero y popular y los mecanismos de conciliación y arbitraje (Chile, 1900-1924)”, Historia, vol. 35, Santiago, 2002, pp. 91-150.
- "El escarpado camino hacia la legislación social: debates, contradicciones y encrucijadas en el movimiento obrero y popular (Chile: 1901-1924)", Cuadernos de Historia, Departamento de Ciencias Históricas de la Universidad de Chile, 2001, N° 21.
- “La guerra preventiva: escuela Santa María de Iquique. Las razones del poder”, Mapocho, N°50, Santiago, segundo semestre de 2001, pp. 271-280.
- "Transición en las formas de lucha: motines peonales y huelgas obreras en Chile (1891-1907)", Historia, Instituto de Historia de la Pontificia Universidad Católica de Chile, 2000, vol. 33, pp. 141-225.
- “Miguel Enríquez: una visión histórica”, Revista CEME, N°6, abril de 2000.
- “Masonería y movimiento popular en Chile: el caso de las escuelas de artesanos en el siglo XIX”, Revista Occidente, N.º 375, Santiago, octubre-diciembre de 2000, pp. 6-10.
- “Una mirada al movimiento popular desde dos asonadas callejeras (Santiago, 1888-1905)”, Cuadernos de Historia, N.º 19, Santiago, diciembre de 1999, pp. 157-193.
- "La reivindicación proteccionista artesanal y la constitución del movimiento popular (Chile, 1826-1885)", Historia Social, Valencia, 1998, N° 31, pp. 89-99.
- Desarrollo y perspectiva histórica de la huelga general de 1890 en Chile”, Boletín del Instituto de Historia Argentina y Americana Dr. Emilio Ravignani, N°18, 3ª Serie, Buenos Aires, segundo.semestre de 1998, pp. 83-112.
- "Crisis económica y respuesta popular. La convergencia proteccionista en Chile, 1876-1878", Mapocho, Santiago, primer semestre de 1997, N° 41, pp. 147-168.
- "El liberalismo popular: características y rol en la constitución del movimiento popular en Chile decimonónico", Revista Chilena de Historia y Geografía, Santiago, 1997, N° 163, pp. 201-232.
- "Hacia una caracterización del movimiento popular chileno del siglo XIX", SOLAR, N.º 7, Santiago, 1997, pp. 158-160.
- "El Sistema de Documentación e Información Sindical de la Federación Sindical de Trabajadores Mineros de Bolivia, una experiencia original", Entrepasados, Buenos Aires, 1997, pp. 155-158.
- "¿Invierno de la teoría? Notas sobre un coloquio de teoría de la historia", Boletín de Historiadores, N.º 2, Santiago, 1996, pp. 3-6.
- "Francisco Bilbao responde ante sus jueces los cargos de ‘sedicioso, blasfemo e inmoral'", Mapocho, N.º 38, Santiago, segundo semestre de 1995, pp. 281-296.
- "Movimiento popular urbano en Chile entre el cambio de siglo y la época del Centenario (1890-1912). Avances, vacíos y perspectivas historiográficas", Contribuciones científicas y tecnológicas, N°109, Santiago, Universidad de Santiago de Chile, agosto de 1995, pp. 37-45.
- "Los artesanos chilenos del siglo XIX: un proyecto modernizador-democratizador", Proposiciones, Santiago, agosto de 1994, N° 24, pp. 230-235[7]
- "La trayectoria histórica del mutualismo en Chile (1853-1990). Apuntes para un estudio", Mapocho, Santiago, primer semestre de 1994, N° 35, pp. 293-315. English version
- "La mutualité au Chili des origines a nos jours (1853-1992)", Revue Internationale de Sécurité Sociale, vol. 46, Nº3/93, Génève, 1993, pp. 31-54.
- "The mutual benefits movements in Chile from its origins to the present time 1853-1992", International Social Security Review, Nº3/93, Geneva, 1993, págs. 29-52.
- “Die Hilfsvereine auf Gegenseitigkeit in Chile von den Anfängen bis heute (1853-1992)", Internationale Revue für Soziale Sicherheit, N°3/93, Genf, 1993, 33-58.
- "La mutualité aux origines du mouvement ouvrier chilien (1853-1890)", La Revue de l'Economie Sociale, Nº26, Montreuil, 1992, pp. 155-183.
- "Los primeros tiempos del Partido Democrático chileno (1887-1891)", Dimensión Histórica de Chile, N.º 8, Santiago, 1991, pp. 31-62.
- "La huelga general de 1890", Perspectivas, N.º 5, Madrid, diciembre de 1990, pp. 127-167.
- “El desafío de la crisis terminal del movimiento comunista internacional”, en Perspectivas, N.º 5, Madrid, diciembre de 1990, págs. 53-59.
- "¿El porvenir reencontrado de Chile? Respuesta a Alain Touraine" (en colaboración con Ángel Saldomando), en Perspectivas, N.º 4, Madrid, mayo de 1989, pp. 13-16.
- "Historia soviética: una revisión necesaria", Perspectivas, N.º 3, Madrid, diciembre de 1987, pp. 97-101.
- "Sudáfrica: el apartheid, antecedentes y crisis actual" (en colaboración con Jean-Pierre Richard), Perspectivas, N.º 1, Madrid, diciembre de 1985, pp. 84-121.

### Capítulos de libros
- “Rebelión popular y proceso constituyente en Chile”, en Mauricio Folchi (editor), Chile despertó. Lecturas desde la historia del estallido social de octubre, Santiago, Universidad de Chile – Facultad de Filosofía y Humanidades, 2019, pp. 13-19.
- "El MIR chileno, balance esencial”, en Carlos A. Torres y José Bórquez V. (editores), El libro Nuestro de Miguel, Santiago, Ediciones La Estaca, 2019, pp. 41-47. Publicado originalmente en Carcaj (2014)
- "Autoeducación ciudadana para un proceso constituyente de nuevo tipo: antecedentes históricos y actualidad”, en Sergio Grez, Paula Vidal y Daniel Opazo (compiladores), Ciudadanías para la democracia. Reflexiones desde la problemática constitucional y constituyente chilena del siglo XXI, Santiago, Ariadna Ediciones, 2018,  pp. 83-100.
- "Резкий поворот компартии Чили от политики «класс против класса» к Народному фронту (1928–1936)", en A. B. Torkunov y A. O. Chubarian (eds.), Российская революция 1917 года и ее место в истории XX века, Moscú, Editorial Ves Mir, 2018, pp. 328-338. Versión en castellano
- “De la ciudadanía censitaria a la ciudadanía neoliberal. Elementos centrales para la comprensión del caso chileno (1810-2017)”, en Víctor Jeifets y Lazar Jeifets (editores), Rusia e Iberoamérica en el mundo globalizante: historia y perspectivas. Memorias del Tercer Foro Internacional, San Petersburgo, Skifia-print, 2017, pp. 1249-1260.
- “Los primeros anarquistas en la ‘región chilena’. Perfiles humanos (1893-1920)", en Hernán Camarero y Martín Mangiantini (compiladores), El movimiento obrero y las izquierdas en América Latina. Experiencias de lucha, inserción y organización, North Carolina, United States, Editorial A Contracorriente, 2017, vol. I, pp. 49-72.
- "Réflexion critique sur la société néolibérale chilienne et ses conséquences sur les mouvements sociaux (1920-2015)”, en Antoine Faure, Franck Gaudichaud, María Cosette Godoy H., Fabiola Miranda P. et René Jara R. (dir.), Chili actuel: gouvernet et résister dans une société néolibérale, Paris, L’Harmattan, 2016, pp. 255-262.
- "Anarquismo”, en María Inés Picazo, Violeta Montero y Jeanne Simon (Editoras), Diccionario de Ciencia Política, Concepción, Editorial Universidad de Concepción, 2016, págs. 21-27.
- "Procesos constituyentes a la chilena: la inveterada tendencia de las elites a arrogarse la soberanía”, en Núcleo Arte, Política y Comunidad, Comisión Ortúzar, acciones en torno al legado de una/la refundación, Santiago, Iniciativa Bicentenario Juan Gómez Millas – Universidad de Chile, 2016, pp. 16-26.
- "La ausencia de un poder constituyente democrático en la historia de Chile", en Manuel Fernández Gaete y Cristián Figueroa Claude (editores), "Fumando opio". De la Asamblea Constituyente al poder ciudadano, Santiago, Mutante Editores - Universidad Academia de Humanismo Cristiano, 2015, pp. 34-56.
- "Necesitamos una verdadera Asamblea Constituyente", en Libio Pérez, Sergio Grez et al., Que decida la ciudadanía. Asamblea Constituyente para una Nueva Constitución, Santiago, Friedrich Ebert Siftung - Editorial Aún Creemos en los Sueños, 2015, pp. 9-14.
- "La tragedia de Valparaíso. Causas profundas y reacción ciudadana", en Justo Pastor Mellado (editor), Memorias de la ceniza, Valparaíso, Perseo Ediciones, 2014, pp. 19-30.
- “Población y sociedad”, en Joaquín Fermandois (dirección) y Ana María Stuven (coordinación), Chile. La construcción nacional, tomo 2 1830-1880, Madrid, Fundación MAFPRE y Santillana Ediciones Generales S.L., 2013, pp. 183-231.
- "Breves reflexiones sobre el patrimonio histórico a propósito de Chile, el Estado nación y el pueblo mapuche", en Daniela Marsal (comp.), Hecho en Chile: reflexiones en torno al patrimonio cultural, Santiago, s. d., 2012, pp. 73-92.[8]
- “Comunismo chileno e historiografía: un par de observaciones”, en Olga Ulianova, Manuel Loyola y Rolando Álvarez (editores), 1912-2012 El siglo de los comunistas chilenos, Santiago, Instituto de Estudios Avanzados Universidad de Santiago de Chile, 2012, pp. 13-21. (enlace roto disponible en Internet Archive; véase el historial, la primera versión y la última).
- “Resistencia cultural anarquista: poesía, canto y dramaturgia en Chile, 1895-1918", en Clara E. Lida y Pablo Yankelevich (compiladores), Cultura y política del anarquismo en España e Iberoamérica, México, El Colegio de México, Colección Ambas Orillas, 2012, pp. 259-296.
- “Imagen de Chile. La crisis de una mistificación”, en Mara Santibáñez (dirección), Informe País. Artes Visuales, Santiago, Línea Bicentenario del Consejo Nacional de la Cultura y de las Artes, 2012, pp. 76-81.
- "¿Cuál era la visión global del Santiago de Benjamín Vicuña Mackenna?", en María José Lira G. (edición), Seminario Santiago, desde la ciudad de Benjamín Vicuña Mackenna a los desafíos del siglo XXI, Santiago, Dirección de Bibliotecas, Archivos y Museos - Museo Nacional Benjamín Vicuña Mackenna, 2012, pp. 89-94.
- “Construcción de Estado en Chile durante el siglo XX", en Carolina Carillanca (editora), ¡Aprender a vivir siendo otro! Construcción histórica de los pueblos huilliche y mapuche (Wallmapu, siglo XX), Osorno, Editorial Universidad de los Lagos, 2011, pp. 43-58.
- “Los anarquistas en la huelga grande tarapaqueña de 1907. Un examen crítico de su supuesto liderazgo”, en Pablo Artaza Barrios, Sergio González Miranda y Susana Jiles Castillo (editores), A cien años de la masacre de Santa María de Iquique, Santiago, Lom Ediciones, 2009, pp. 191-197.
- “Matanza de la Escuela Santa María de Iquique (1907): guerra interna preventiva del Estado chileno contra el movimiento obrero”, en Irma Antognazzi y Nilda Redondo (compiladoras), A 90 años de la reforma universitaria 1918-2008. Qué Universidad necesitan los pueblos, Rosario, Grupo de trabajo Hacer la Historia, 2009, pp. 61-72.
- “La ausencia de un poder constituyente democrático en la historia de Chile”, en Varios autores, Asamblea Constituyente. Nueva Constitución, Santiago, Editorial Aún Creemos en los Sueños, 2009, pp. 35-58.
- Ocho artículos o entradas en Torcuato S. Di Tella (compilador), Repertorio Político Latinoamericano, Buenos Aires, Siglo XXI Editora Iberoamericana - Instituto Torcuato Di Tella - Programa de las Naciones Unidas para el Desarrollo, 2007. Las entradas son: “Allende, Salvador. Significado de su legado político”; “Asonadas callejeras. La ‘huelga de los tranvías’. Santiago de Chile, 1888)”; “Balmaceda, José Manuel. Su relación con el movimiento popular"; "Huelga general de 1890 (Chile)"; “Mutualismo chileno, su acción política temprana”; "Partido Democrático (Chile), sus inicios y relación con el Presidente Balmaceda”; “Proteccionismo en Chile (siglo XIX)”; “Semana Roja de 1905 (Chile)".
- “Salvador Allende en la perspectiva histórica del movimiento popular chileno” en el Panel “Salvador Allende: a treinta años de su muerte”, en Nelly Richard, Utopía (s) 1973-2003, Santiago, Universidad ARCIS, 2004, pp. 51-55. También fue publicado en el libro de Diversos autores, Salvador Allende. Fragmentos para una historia, Santiago, Fundación Salvador Allende, 2008, pp. 273-279.
- “Una mirada al movimiento popular desde dos asonadas callejeras (Santiago, 1888-1905)”, en Sergio Grez Toso, Francisco Zapata y Moira Mackinnon, Formas tempranas de organización obrera, Buenos Aires, Instituto Torcuato Di Tella / Programa Naciones Unidas para el Desarrollo – Ediciones La Crujía, 2003, pp. 17-65.
- “El proyecto popular en el siglo XIX”, en Manuel Loyola y Sergio Grez (compiladores), Los proyectos nacionales en el pensamiento político y social chileno del siglo XIX, Santiago, Universidad Católica Raúl Silva Henríquez y Museo Nacional Benjamín Vicuña Mackenna, 2002, pp. 107-112.
- “Historiografía y memoria en Chile. Algunas consideraciones a partir del Manifiesto de Historiadores”, en Bruno Groppo y Patricia Flier (compiladores), La imposibilidad del olvido. Recorridos de la memoria en Argentina, Chile y Uruguay, La Plata, Ediciones Al Margen, 2001, pp. 209-228.
- “La guerra preventiva: Santa María de Iquique. Las razones del poder”, en Si somos americanos, vol. II, N°2, Actas del V Seminario Internacional de Integración Sub-regional y II Encuentro de Intelectuales chileno-boliviano, Iquique, 2000, pp. 659-671
- “Los ex-communards en Magallanes. Realidad y mito en nuestra historiografía”, en Actas IV Congreso de Historia de Magallanes, Punta Arenas, Ediciones de la Universidad de Magallanes, 1999, pp. 7-15.
- "1890-1907: De una huelga general a otra. Continuidades y rupturas del movimiento popular en Chile", en Pablo Artaza, et. al., A noventa años de los sucesos de la Escuela Santa María de Iquique, Santiago, DIBAM-Lom Ediciones-Universidad Arturo Prat, 1998, pp. 131-137.
- "The mutual benefits movements in Chile from its origins to the present time 1853-1992", in Marcel van der Linden (ed.), Social Security Mutualism. The Comparative History of Mutual Benefit Societies, Berne, Peter Lang AG, European Academic Publishers, 1996, pp. 627-654.
- "La mutualité au Chili des origines a nos jours (1853-1992), en Mutualités de tous les pays. "Un passé riche d'avenir" (sous la direction de Michel Dreyfus et Bernard Gibaud), Paris, Mutualité Française, 1995, pp. 113-126.
- "Balmaceda y el movimiento popular", en Sergio Villalobos, et. al., La época de Balmaceda, Santiago, DIBAM, Centro de Investigaciones Diego Barros Arana, 1992, pp. 71-101.